# Força bruta e ignorância
Força bruta e ignorância, em matemática, é o método que consiste em provar algum teorema (ou apresentar algum contra-exemplo) pelo método exaustivo de calcular cada caso possível. Algumas vezes abreviado, em inglês, como BFI (de brute force and ignorance).

## Exemplos
O problema do caixeiro viajante, que consiste em, dado um conjunto de n pontos, determinar o menor caminho que passa por todos os pontos, admite uma solução trivial pelo método da força bruta e ignorância, que consiste em calcular todos os n! caminhos (ou (n-1)!, se a cidade inicial for fixada) e escolher o menor; mas este método é inviável conforme n cresce.
O procedimento de Chien (Chien search), que determina as raízes de polinômios em corpos finitos, é um método de exaustão, ou seja, força bruta e ignorância.
Um exemplo de aplicação no passado de métodos BFI foram tentativas de demonstração do último teorema de Fermat, quando, já pelo ano de 1979, já se tinham exaustões para expoente n menores que 30.000, como sustentando a ainda conjectura.